# Argentyna na Letnich Igrzyskach Olimpijskich 1908
Argentynę na IV Letnich Igrzyskach Olimpijskich w Londynie reprezentował 1 sportowiec w 1 dyscyplinie. Był to 2 start Argentyńczyków na letnich igrzyskach olimpijskich.

## Skład reprezentacji

### Łyżwiarstwo figurowe
| Zawodnik        | Konkurencja | Wynik | Pozycja |
| --------------- | ----------- | ----- | ------- |
| Horatio Torromé | Soliści     | 228,9 | 7.      |